# Гордон, Илья Семёнович
Илья́ Семёнович Гордон (1906, Минск — 1943) — советский белорусский шашечный деятель, спортсмен, пропагандист, организатор шашечного движения.
Мастер спорта СССР, первый чемпион БССР (1925) по русским шашкам. Всего первенство выигрывал 11 раз.
Крупный пропагандист этой игры. Вел шашечные отделы в республиканских газетах. В 1936 году открыл секцию шашек в Минском Дворце пионеров. Организатор женских шашек в БССР.
Среди его учеников — Исаак Самойлович Бельский, детский тренер Анатолия Гантварга.
Участник Великой Отечественной войны. Погиб на Ленинградском фронте.

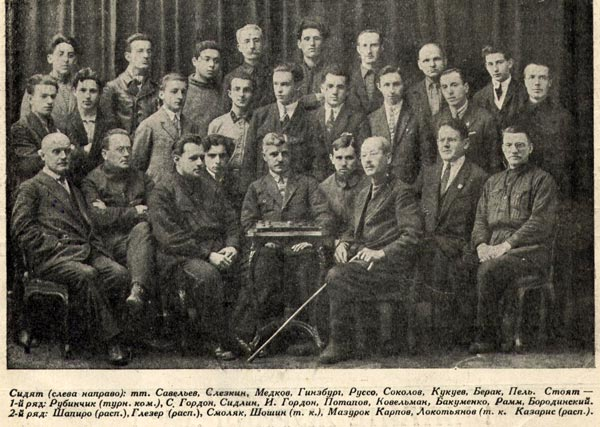
Илья Семёнович Гордон на коллективном снимке участников III Чемпионата СССР по русским шашкам